# Rize (província)
Rize é uma província do nordeste da Turquia, situada na região do Mar Negro, com capital na cidade homónima. Tem 3 835 km² de área e em dezembro de 2021 tinha 345 662 habitantes (densidade: 90,1 hab./km²).